# The Boomtown Rats
The Boomtown Rats — ірландський панк-рок/нью-вейв гурт, утворений 1975 року у місті Дан Логхейр під такими назвами: Mark Skid & The Y-Fronts та The Nightlife Thugs. До складу гурту ввійшли: Боб Гелдоф (Bob Geldof), 5.10.1954, Дублін, Ірландія — вокал; Джонні Фінгерс (Johnny Fingers), справжнє ім'я Джонні Мойелтт (Johnny Moylett), 10.09.1956 — клавішні; Kepi Робертс (Gary Roberts), 16.06.1954 — гітара, вокал; Геррі Котт (Gerry Cott) — гітара; Піт Брікетт (Pete Briquette), справжнє ім'я Пет Кусек (Pat Cusack), 2.07.1954 — бас та Саймон Кроу (Simon Crowe) — ударні.
Взявши собі назву Boomtown Rats, музиканти переїхали до Лондона, де уклали угоду з новоствореною фірмою «Ensign», яка запримітила комерційний потенціал у динамічній та водночас мелодійній музиці гурту. Вже дебютний альбом «The Boomtown Rats» став бестселером, а два твори з нього, «Lookipg After Number One» та «Mary Of The Fourth Torm», що вийшли синглами, потрапили до британського Тор 20. Записаний влітку 1978 року лонгплей «A Tonic For The Troops» отримав гарні рецензії, а твори «She's So Modern» та «Like Clockwork», що походили з нього, на синглах стали хітами. У листопаді того ж року на вершину Тор 20 потрапив ще один твір — жовчна, міська пісня протесту «Rap Trap».
Незважаючи на тяжіння групи до ритм-енд-блюзу, Boomtown Rats було зараховано до панк-рокової течії, що викликало заборону на презентацію їх записів у рідній Ірландії. Проте красномовність лідера, Боба Гелдофа, забезпечила гурту рекламу та місце у газетних заголовках.
Третій альбом «The Fine Art Of Surfacing» був зобов'язаний своєю популярністю перш за все чудовому проникливому твору «І Don't Like Mondays», що спирався на справжню історію американської дівчини-підлітка, яка поранила вісім однокласниць та застрелила шкільного сторожа й директора. Сингл з цим твором потрапив на вершину британського чарту, і навіть виданий незабаром після нього динамічний твір «Someone's Looking At You» не зміг зрівнятися з ним у популярності.
Однак Boomtown Rats залишались на хвилі популярності, продовжуючи використовувати автентичні події у своїх творах як, наприклад, у гіркій композиції «Banana Republic», де описувались реалії Північної Ірландії. Проте 1982 року гурт несподівано втратив прихильність критиків та покупців платівок. Того ж року Гелдоф здобув успіх, знявшись у головній ролі фільму «The Wall» режисера Алана Паркера, що спирався на однойменний альбом гурту Pink Floyd. Також заслужену популярність принесли йому ідея та втілення великої акції допомоги мешканцям Ефіопії та інших країн Африки, які 1984 року потерпали від посухи. Разом з Мідж Юром та зіркою гурту Band Aid, Гелдоф наприкінці 1984 року записав сингл «Do They Know It's Christmas?», кошти від продажу якого пішли на закупівлю продовольства для цих країн. Також було влаштовано грандіозний благодійний концерт під загальною назвою «Live Aid», який відбувся 13 липня 1985 року водночас у Лондоні та Філадельфії, де виступили зірки першої величини британської та американської рок-сцени. У цьому заході взяли участь також і The Boomtown Rats, а через рік гурт востаннє виступав у Дубліні на концерті «Self Aid».
За видатні заслуги 1986 року королева Єлизавета II надала Гелдофу шляхетний титул і незабаром сер Боб розпочав сольну кар'єру.

## Дискографія
- 1977: The Boomtown Rats
- 1978: A Tonic For The Troops
- 1979: The Fine Art Of Surfacing
- 1980: Mondo Bongo
- 1982: V Deep
- 1983: Retrospective
- 1984: In The Long Grass
- 1987: Greatest Hits
- 1994: Loudmouth — The Best Of Bob Geldof & Boomtown Rats